# CPL (język programowania)
CPL (ang. Combined Programming Language) – komputerowy język programowania tworzony w latach 60. XX wieku przy współpracy Laboratorium Matematyki na Uniwersytecie Cambridge oraz Jednostki Komputerowej Uniwersytetu Londyńskiego. Początkowo język ten miał nosić nazwę uczelni w Cambridge (ang. Cambridge Programming Language). W roku 1963 opublikowano pierwsze informacje o języku CPL. Język przeznaczony był dla komputera Titan w Cambridge oraz Atlas w Londynie (początkowo implementowany był na komputerze EDSAC 2).
Język CPL bazował na języku ALGOL 60. Za zalążek języka można uznać rok 1961, w którym Christopher Strachey i M. V. Wilkes opublikowali propozycje na ulepszenie wydajności języka ALGOL 60.
Prace nad projektem CPL trwały od 1962 do 1966. Język nie miał kompletnego kompilatora.
W 1966 pojawił się zarys języka BCPL, bazującego na CPL.